# Reino de Bali
El Reino de Bali (Balinés: ᬓ᭄ᬭᬚᬵᬦ᭄ᬩᬮᬶ, romanización: Kĕrajaan Bali) fue una serie de reinos hindúes-budistas que alguna vez gobernaron algunas partes de la isla volcánica de Bali, en las Islas Menores de la Sonda, Indonesia . Con una historia de realeza nativa balinesa que abarca desde principios del siglo X hasta principios del XX, los reinos balineses demostraron una sofisticada cultura cortesana balinesa donde los elementos nativos de espíritu y reverencia ancestral combinados con influencias hindúes (adoptadas de la India a través del antiguo intermediario de Java ) florecieron, se enriquecieron y dieron forma a la cultura balinesa.
Debido a su proximidad y estrechas relaciones culturales con la vecina isla de Java durante el período hindú-budista indonesio, la historia del Reino de Bali estuvo a menudo entrelazada y fuertemente influenciada por sus homólogos javaneses, desde Mataram (c. siglo IX) hasta el Imperio Majapahit en los siglos XIII al XV. La cultura, el idioma, las artes y la arquitectura de la isla fueron influenciados por Java. Las influencias y presencias javanesas se hicieron aún más fuertes con la caída del imperio Majapahit a finales del siglo XV. Después de que el imperio cayera en manos de su vasallo musulmán, el Sultanato de Demak, varios cortesanos, nobles, sacerdotes y artesanos hindúes majapahit encontraron refugio en la isla de Bali. Como resultado, el Reino de Bali se convirtió en lo que el historiador Ramesh Chandra Majumdar describe como el último bastión de la cultura y civilización indo-javanesa. En los siglos siguientes, el Reino de Bali expandió su influencia a las islas vecinas. El reino balinés de Gelgel, por ejemplo, extendió su influencia a la región de Blambangan en el extremo oriental de Java, a la vecina isla de Lombok y hasta la parte occidental de la isla de Sumbawa, mientras que el Reino de Karangasem estableció su dominio en el oeste de Lombok  en períodos posteriores.

Mapa de la distribución de la lengua balinesa en los tiempos modernos. La lengua balinesa se extendió desde la parte oriental de Java hasta Lombok occidental, posiblemente debido a la influencia del reino balinés que gobernaba estas islas en el pasado.

Desde mediados del siglo XIX, el Estado colonial de las Indias Orientales neerlandesas comenzó a intervenir en Bali, lanzando uno a uno su campaña contra los reinos menores balineses. A principios del siglo XX, los holandeses habían completado su conquista de Bali cuando estos reinos menores cayeron bajo su control, ya sea por la fuerza, lo que resultó en luchas puputanas seguidas de suicidios rituales masivos, o rindiéndose elegantemente a los holandeses. De cualquier manera, a pesar de que algunas de estas casas reales balinesas aún sobreviven, estos eventos pusieron fin a un milenio de reinos independientes nativos balineses, cuando el gobierno local cambió a la administración colonial neerlandesa y más tarde al gobierno provincial de Bali dentro de la República de Indonesia.

## Historia

### Prehistoria
Bali ha estado habitada por humanos desde el Paleolítico (1 millón a. C. a 200.000 a. C.), como lo atestigua el hallazgo de herramientas antiguas como hachas de mano en las aldeas de Sembiran y Trunyan en Bali, seguido por el período Mesolítico (200 000-3000 a. C.). Sin embargo, los antepasados de los actuales habitantes balineses llegaron a la isla entre el 3.000 y el 600 a. C. durante el período Neolítico, caracterizado por la tecnología del cultivo de arroz y el habla de lenguas austronesias. Siguió el período de la Edad del Bronce, desde aproximadamente el 600 a. C. hasta el 800 d. C.

### Reino temprano

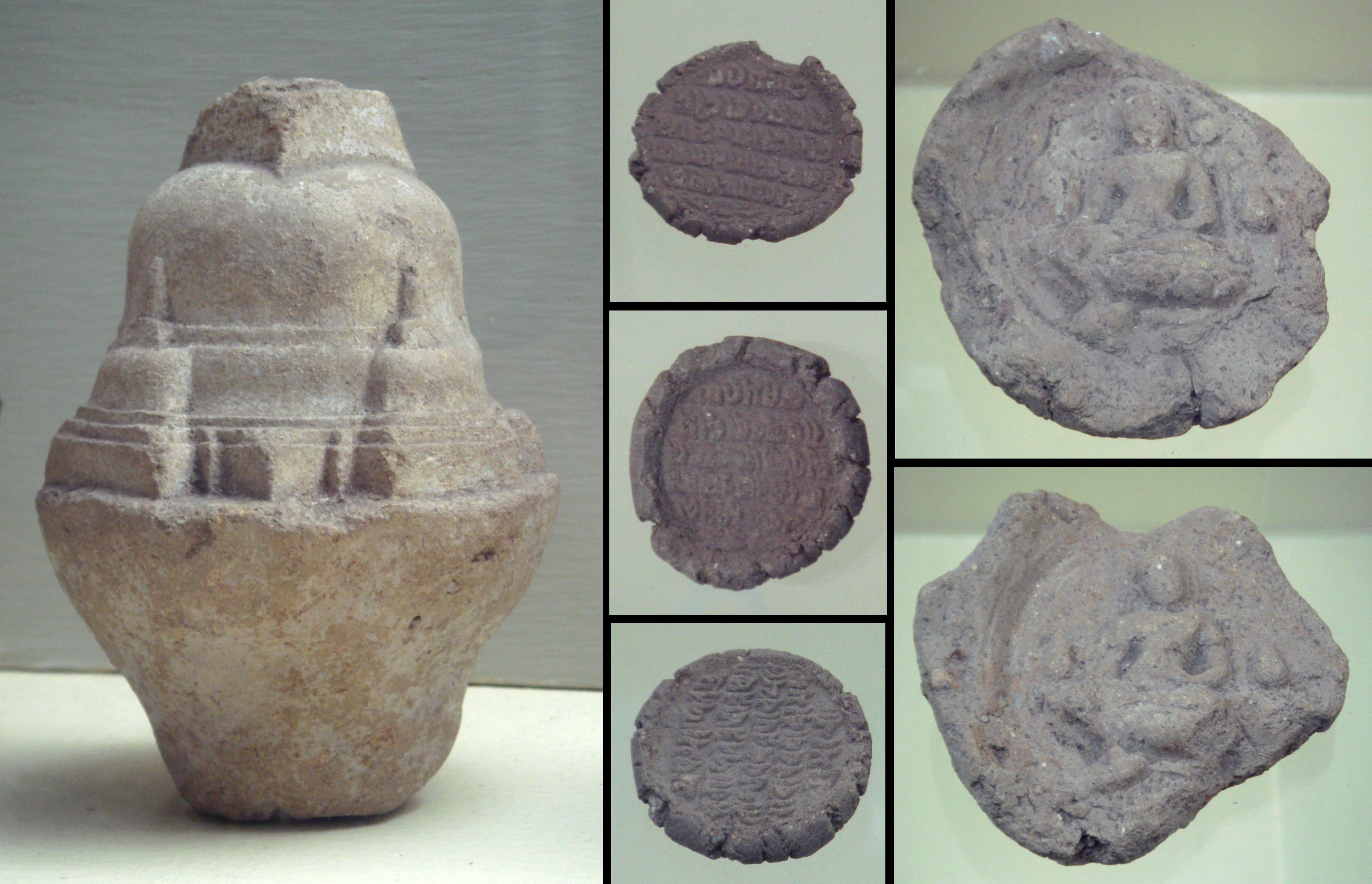
Stupika que contiene tablillas votivas budistas, Bali del. Las estupas en forma de campana son similares al arte budista de Java Central.

El período histórico en Bali comenzó c. siglo VIII, marcado por el descubrimiento de tablillas de arcilla votivas budistas con inscripciones. Estas tablillas votivas budistas, que se encuentran en pequeñas figuras de estupa de arcilla llamadas "stupikas", son las primeras inscripciones escritas conocidas en Bali y datan aproximadamente del siglo VIII d. C. Se han encontrado stupikas de este tipo en la regencia de Gianyar, en las aldeas de Pejeng, Tatiapi y Blahbatuh. Las stupikas en forma de campana tienen semejanzas con el estilo de las estupas del arte budista de Java Central del siglo VIII encontradas en Borobudur y otros templos budistas que datan de ese período, lo que sugiere el vínculo de Sailendra con los peregrinos o habitantes budistas de la historia temprana de Bali.
A principios del siglo X, un rey llamado Sri Kesari Warmadewa emitió la inscripción del pilar Belanjong que se encuentra cerca de la franja sur de la playa de Sanur. Es la inscripción más antigua encontrada en Bali que nombra al gobernante que la emitió. El pilar está fechado en el año 914 d. C. según el calendario indio Saka. En el centro de Bali se conocen otras tres inscripciones de Kesari, que sugieren un conflicto en el interior montañoso de la isla. Sri Kesari es el primer gobernante conocido que lleva el título Warmadewa, que fue utilizado por los gobernantes durante varias generaciones antes de la expansión javanesa.
No se sabe con precisión dónde estuvo la capital del reino durante los siglos X y XI, pero el centro político, religioso y cultural del reino pudo haber estado en la actual Regencia de Gianyar, deducido de la concentración de hallazgos arqueológicos en esta zona.

### Lazos javaneses

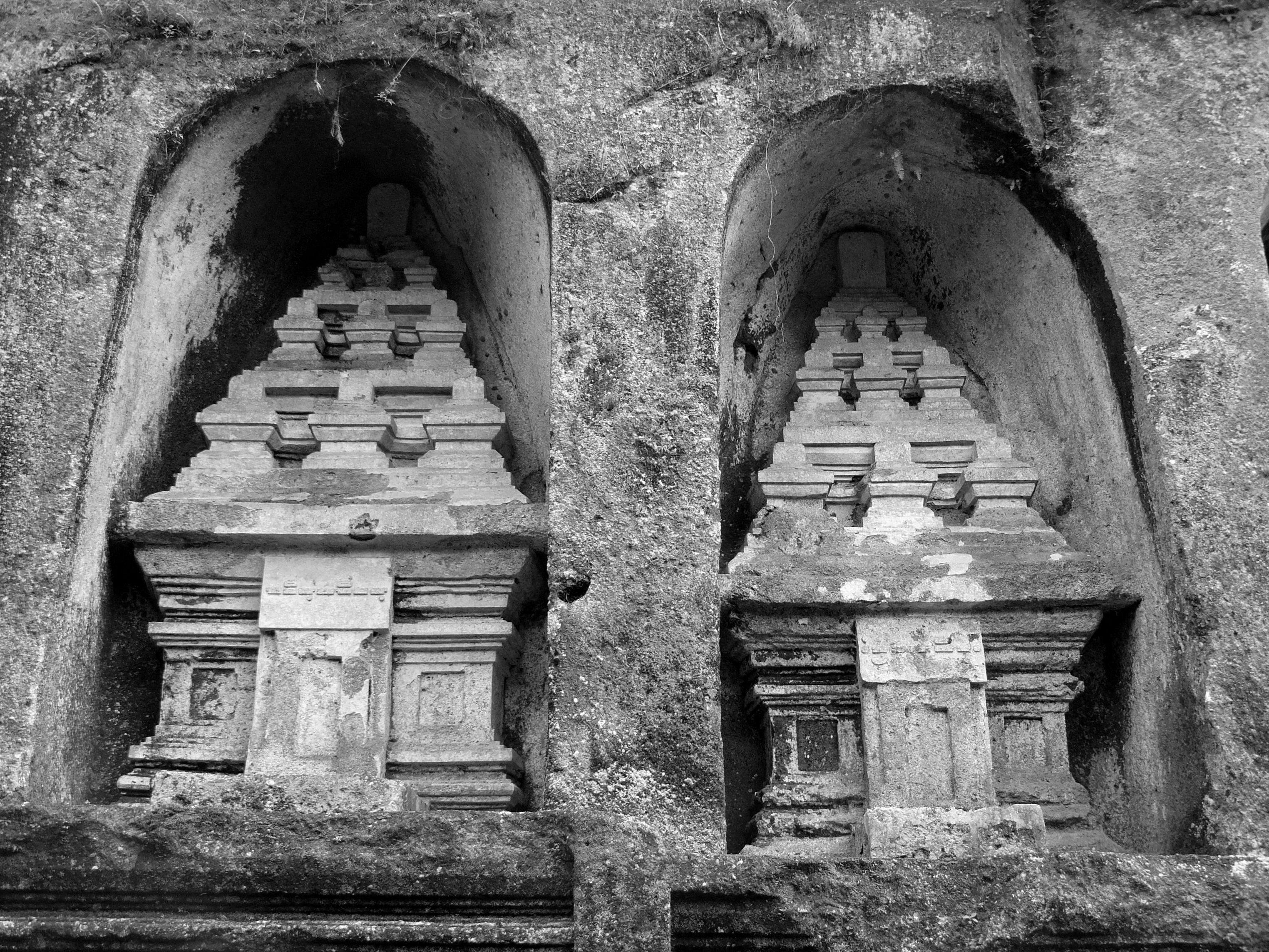
Los santuarios candi excavados en la roca de Gunung Kawi demuestran un estilo de templo similar al de Java durante el último período de Mataram.

En la segunda mitad del siglo x, Bali estaba gobernada por el rey Udayana Warmadewa y su reina, Mahendradatta, una princesa de la dinastía Isyana de Java Oriental. Mahendradatta era hija del rey Sri Makutawangsawarddhana y hermana del rey Dharmawangsa del sultanato de Mataram. La presencia de una reina javanesa en la corte balinesa sugiere que Bali había formado una alianza con Java Oriental o que Bali era vasallo de Java; su matrimonio fue un acuerdo político para sellar Bali como parte del reino Mataram de Java Oriental. La pareja real balinesa eran los padres del famoso rey de Java, Airlangga (1001-finales de la década de 1040). Los hermanos menores de Airlangga, Marakata y más tarde Anak Wungçu, subieron al trono balinés.
El santuario candi excavado en la roca de Gunung Kawi en Tampaksiring se construyó aproximadamente en el mismo período. Demuestra un estilo de templo similar al de Java durante el último período Mataram. La dinastía Warmadewa continuó gobernando Bali hasta el siglo XII con los reinados de Jayasakti (1146–50) y Jayapangus (1178–81). Los contactos con la China imperial también fueron importantes durante este período. Las monedas chinas llamadas kepeng se utilizaban ampliamente en la economía balinesa. Se sabe que en el siglo XII, el rey Jayapangus del norte de Bali se casó con una princesa china y ha sido inmortalizado a través de la forma artística Barong Landung como la efigie del rey y su consorte china.
Después de la dinastía Warmadewa, su descendiente y su vínculo con la corte javanesa, no se encuentra información más detallada y continua sobre los gobernantes de Bali. Parece que Bali había desarrollado una nueva dinastía nativa bastante independiente de Java.

### Período mayapajit
En Java Oriental, Mayapajit, bajo el reinado de la reina reinante Tribhuwana Wijayatunggadewi y su capaz y ambicioso primer ministro Gajah Mada, vio la expansión de la armada Majapahit a las islas vecinas del archipiélago indonesio, incluida la cercana Bali. Según el manuscrito de Babad Arya Tabanan, en 1342 las tropas Majapahit dirigidas por Gajah Mada y asistidas por su general Arya Damar, el regente de Palembang, desembarcaron en Bali. Después de siete meses de batallas, las fuerzas de Majapahit derrotaron al rey balinés en Bedulu (Bedahulu) en 1343. Después de la conquista de Bali, Majapahit distribuyó la autoridad de gobierno de Bali entre los hermanos menores de Arya Damar; Arya Kenceng, Arya Kutawandira, Arya Sentong y Arya Belog. Arya Kenceng llevó a sus hermanos a gobernar Bali bajo la bandera de Majapahit; se convertiría en el antepasado de los reyes balineses de las casas reales Tabanan y Badung.
El Canto 14 del Nagarakretagama, compuesto durante el reinado de Hayam Wuruk en 1365, menciona varios lugares de Bali; Bedahulu y Lwa Gajah (identificados como Goa Gajah) como lugares bajo el dominio de Majapahit. La capital de Majapahit en Bali se estableció en Samprangan y más tarde en Gelgel. Tras la muerte de Hayam Wuruk en 1389, Majapahit entró en un período constante de declive con conflictos por la sucesión, entre otros la guerra de Regreg (1404 a 1406).
En 1468, el príncipe Kertabhumi se rebeló contra el rey Singhawikramawardhana y capturó Trowulan. El rey usurpado trasladó la capital tierra adentro a Daha (la antigua capital de Kadiri), dividiendo efectivamente a Majapahit en dos centros de poder; Trowulan y Daha. Singhawikramawardhana fue sucedido por su hijo Ranawijaya en 1474, que gobernó desde Daha. Para mantener la influencia y el interés económico de Majapahit, Kertabhumi otorgó derechos comerciales a los comerciantes musulmanes en la costa norte de Java, una acción que llevó a la prominencia del Sultanato de Demak en las décadas siguientes. Esta política aumentó la economía y la influencia de Majapahit, pero debilitó la posición del hindú-Buda como religión principal, a medida que el Islam comenzó a extenderse más rápida y libremente en Java. Hindú: el agravio de los seguidores de Buda instó más tarde a Ranawijaya a derrotar a Kertabumi.